# L'Antiquari (Tarragona)
L'Antiquari és una obra de Tarragona protegida com a Bé Cultural d'Interès Local.

## Descripció
Edifici amb dos pisos d'alçada i planta baixa. Aquesta té portes amb arcs de mig punt, construïdes amb carreus, possiblement romans reaprofitats de l'edifici que s'aixecava a l'actual i propera plaça del Fòrum.